# Some Kind of Trouble
Some Kind of Trouble è il terzo album in studio del cantautore britannico James Blunt, pubblicato l'8 novembre 2010.

## Descrizione
La presentazione del lavoro discografico è avvenuta mediante uno show dal vivo, tenuto dal cantante l'8 novembre 2010 al Bloomsbury Ballroom di Londra e trasmesso in diretta streaming tramite YouTube.
Per la promozione dell'album, James Blunt darà inoltre il via nel 2011 ad un nuovo tour.
Il primo singolo dell'album, Stay the Night, è stato scritto in collaborazione con Steve Robson e Ryan Tedder, leader del gruppo OneRepublic. Il brano è stato pubblicato il 25 ottobre 2010 ed ha ottenuto in Italia un ottimo riscontro radiofonico, restando per diverse settimane tra le primissime posizioni della classifica dell'airplay. Il disco è stato registrato quasi interamente a Londra. L'album è disponibile in due edizioni: una versione standard e un'edizione deluxe, che prevede un cofanetto con la copertina autografata dal cantautore.
In un'intervista a Contact Music, Blunt ha parlato del disco, dicendo: «Dopo l'ultimo tour, ho provato a scrivere al pianoforte, ma mi sono accorto che mi stavo ripetendo, scrivendo canzoni tristi. Avevo bisogno di andare lontano dalla musica per un po'. Le mie nuove canzoni sono più ottimiste. Una cosa che ho imparato è che dopo una grande canzone la credibilità artistica di un cantante viene gettata dalla finestra. You're Beautiful significa qualcosa per me, ma la maggior parte della gente la vede come una canzone da cantare quando si è ubriachi». In seguito Blunt ha anche affermato che il disco «racchiude un po' dell'atmosfera dei primi anni ottanta. In Occidente c'era questa percezione diffusa di poter fare qualsiasi cosa, il tipo di ottimismo che sentiamo da ragazzi. Some Kind of Trouble cattura questi sentimenti, la sensazione di libertà, l'eccitazione e la semplicità».
Il cantautore ha inoltre definito il suo disco «più pop» dei precedenti, ma anche più «allegro, frizzante e divertente», sostenendo che, nonostante la presenza di alcuni brani introspettivi, l'album è stato realizzato con l'intento di suscitare gioia in coloro che lo ascoltano.
Anche il titolo fa riferimento alla positività che caratterizza il disco: secondo Blunt, il titolo è stato scelto per mettere in evidenza il momento di vita personale del cantautore ed i principali contenuti del disco. Blunt si dichiara infatti cambiato e più felice rispetto al passato, e afferma che anche la parola trouble è da intendersi con un'accezione positiva, come una sorta di «invito ad uscire per divertirsi un po' in giro».
James Blunt ha dichiarato in diverse occasioni che il brano al quale si sente più legato tra quelli contenuti nel disco è No Tears, una canzone che parla «degli errori fatti, dei rimpianti della vita e del momento in cui ti accorgi che piangere sul latte versato non serve a nulla, devi solo andare avanti e cercare di non sbagliare più». Dal carattere fortemente autobiografico, il pezzo fa riferimento all'atteggiamento adottato dal cantautore nei momenti difficili, durante i quali si è assunto la responsabilità degli sbagli commessi.

## La copertina
L'immagine di copertina mostra una bambina sollevata in aria dalle braccia del padre. Il cantautore ha affermato che si tratta di una sua idea, nata da una foto simile, che ritraeva la figlia di un suo amico. Per evitare di utilizzare la foto stessa, è stato indetto un concorso per scegliere lo scatto che fa da copertina al disco.

## Trouble Revisited
Il 6 dicembre 2011 esce Trouble Revisited, una speciale edizione del disco il cui cofanetto contiene per intero il disco Some Kind of Trouble con l'aggiunta di quattro tracce bonus e un DVD del live del 2011 al Paléo Festival.

## Tracce
L'edizione standard del disco contiene 12 tracce:
1. Stay the Night – 3:34 (James Blunt, Bob Marley, Steve Robson, Ryan Tedder)
2. Dangerous – 3:11 (James Blunt, Steve Robson)
3. Best Laid Plans – 3:29 (James Blunt, Wayne Hector, Steve Robson, David Campbell)
4. So Far Gone – 3:34 (James Blunt, Steve Robson, Ryan Tedder)
5. No Tears – 3:49 (James Blunt, Wayne Hector, Steve Robson)
6. Superstar – 3:48 (James Blunt, Greg Kurstin)
7. These Are the Words – 3:22 (James Blunt, Wayne Hector, Steve Robson)
8. Calling Out Your Name – 3:23 (James Blunt, Wayne Hector, Steve Robson)
9. Heart of Gold – 3:30 (James Blunt, Steve Robson)
10. I'll Be Your Man – 3:36 (James Blunt, Kevin Griffin)
11. If Time Is All I Have – 3:36 (James Blunt, Eg White)
12. Turn Me On – 2:30 (James Blunt, Eg White)

Traccia bonus nella versione giapponese e nell'edizione scaricabile tramite Amazon.com
1. There She Goes Again – 3:51 (James Blunt, Hector, Steve Robson)

Traccia bonus disponibile nell'edizione scaricabile da iTunes
1. Into the Dark – 2:49 (James Blunt, Steve Robson)

Tracce bonus nell'edizione Trouble Revisited
1. There She Goes Again – 3:51 (James Blunt, Hector, Steve Robson)
2. Into The Dark – 2:50 (James Blunt, Steve Robson)
3. Stay The Night (Fred Falke Remix) – 7:23
4. Dangerous (Deniz Koyu And Johan Wedel Remix) – 7:05

DVD – Live from Paléo Festival (Trouble Revisited)
1. So Far Gone (Live From Paléo Festival)
2. Dangerous (Live From Paléo Festival)
3. Billy (Live From Paléo Festival)
4. Wisemen (Live From Paléo Festival)
5. Carry You Home (Live From Paléo Festival)
6. These Are The Words (Live From Paléo Festival)
7. I'll Take Everything (Live From Paléo Festival)
8. Out Of My Mind (Live From Paléo Festival)
9. Goodbye My Lover (Live From Paléo Festival)
10. High (Live From Paléo Festival)
11. Same Mistake (Live From Paléo Festival)
12. Turn Me On (Live From Paléo Festival)
13. Superstar (Live From Paléo Festival)
14. You're Beautiful (Live From Paléo Festival)
15. So Long, Jimmy (Live From Paléo Festival)
16. I'll Be Your Man (Live From Paléo Festival)
17. Stay The Night (Live From Paléo Festival)
18. 1973 (Live From Paléo Festival)
19. Stay The Night (Music Video)
20. So Far Gone (Music Video)
21. Dangerous (Music Video)
22. If Time Is All I Have (Music Video)
23. I'll Be Your Man (Music Video)

## Classifiche

### Classifiche settimanali
| Classifica (2010-11) | Posizione massima |
| -------------------- | ----------------- |
| Australia            | 5                 |
| Austria              | 3                 |
| Belgio (Fiandre)     | 14                |
| Belgio (Vallonia)    | 2                 |
| Canada               | 6                 |
| Danimarca            | 10                |
| Finlandia            | 9                 |
| Francia              | 3                 |
| Germania             | 2                 |
| Grecia               | 32                |
| Irlanda              | 6                 |
| Italia               | 7                 |
| Messico              | 73                |
| Norvegia             | 16                |
| Nuova Zelanda        | 7                 |
| Paesi Bassi          | 2                 |
| Portogallo           | 28                |
| Regno Unito          | 4                 |
| Spagna               | 17                |
| Stati Uniti          | 11                |
| Svezia               | 18                |
| Svizzera             | 1                 |

### Classifiche di fine anno
| Classifica (2010) | Posizione |
| ----------------- | --------- |
| Germania          | 28        |
| Italia            | 83        |
| Regno Unito       | 63        |
| Classifica (2011) | Posizione |
| Australia         | 52        |
| Austria           | 58        |
| Belgio (Fiandre)  | 93        |
| Belgio (Vallonia) | 32        |
| Paesi Bassi       | 94        |
| Svizzera          | 24        |